# Anchenoncourt-et-Chazel
Anchenoncourt-et-Chazel ist eine französische Gemeinde mit 229 Einwohnern (Stand: 1. Januar 2022)  im Département Haute-Saône in der Region Bourgogne-Franche-Comté.

## Geographie
Anchenoncourt-et-Chazel liegt auf einer Höhe von 240 m über dem Meeresspiegel, sieben Kilometer südsüdöstlich von Vauvillers und etwa 27 Kilometer nördlich der Stadt Vesoul (Luftlinie). Das Dorf erstreckt sich im nördlichen Teil des Departements, in der Talniederung beidseits der Superbe, nördlich der Höhen des Bois de la Mange.
Die Fläche des 13,91 km² großen Gemeindegebiets umfasst einen Abschnitt in der leicht gewellten Landschaft östlich des oberen Saônetals. Von Nordosten nach Südwesten wird das Gebiet von der Alluvialniederung der Superbe durchquert, die für die Entwässerung zur Saône sorgt. Die Talebene liegt durchschnittlich auf 240 m und weist eine Breite von ungefähr einem Kilometer auf. Auf dem Gebiet von Anchenoncourt-et-Chazel nimmt die Superbe von Norden her den Ruisseau des Vaux auf.
Flankiert wird die Niederung auf beiden Seiten von Hochflächen, die auf rund 270 m liegen. Landwirtschaftliche Nutzung herrscht hier vor. Größere Waldflächen finden sich besonders entlang der Gemeindegrenzen. Nördlich des Dorfes erstreckt sich das Plateau von Anchenoncourt, im Westen der Bois de l’Abbé und die Höhen von Clairefontaine (bis 305 m). Im Osten und Südosten reicht das Gemeindeareal in die Wälder des Bois de la Mange und des Bois de l'Étang. Mit 355 m wird hier die höchste Erhebung von Anchenoncourt-et-Chazel erreicht. In geologisch-tektonischer Hinsicht besteht das Gelände aus Muschelkalk der mittleren Trias. An verschiedenen Orten treten auch sandig-mergelige und kalkige Sedimente zutage, die während der Lias (Unterjura) abgelagert wurden.
Die Doppelgemeinde besteht aus dem Dorf Anchenoncourt (240 m) an der Superbe und dem Weiler Chazel (235 m) am nördlichen Talrand der Superbe nahe beim Kloster Clairefontaine. Nachbargemeinden von Anchenoncourt-et-Chazel sind Melincourt im Norden und Osten, Saint-Rémy-en-Comté im Süden sowie Polaincourt-et-Clairefontaine im Westen.

## Geschichte
Im Mittelalter gehörte Anchenoncourt zur Freigrafschaft Burgund und darin zum Gebiet des Bailliage d’Amont. Die Existenz der lokalen Adelsfamilie, die sich nach Anchenoncourt benannte, ist seit dem 12. Jahrhundert belegt. Sie erlosch im 13. Jahrhundert. Anschließend gehörte das Dorf zur Herrschaft Saint-Remy. Während des Dreißigjährigen Krieges wurde der Ort 1637 gebrandschatzt. Zusammen mit der Franche-Comté gelangten Anchenoncourt und Chazel mit dem Frieden von Nimwegen 1678 definitiv an Frankreich. Im Jahr 1808 fusionierten Anchenoncourt und Chazel (1806: 92 Einwohner) zur Doppelgemeinde.

## Sehenswürdigkeiten
Die Kirche St. Brictius (Saint-Brice) von Anchenoncourt wurde im 18. Jahrhundert neu erbaut. Vom romanischen Vorgängerbau aus dem 12. Jahrhundert sind nur wenige Überreste im Chorraum erhalten. Zur Innenausstattung gehören ein Kruzifix (15. Jahrhundert) aus Stein und Altäre aus dem 18. Jahrhundert. Im Bois l’Abbé befinden sich die Ruinen eines mittelalterlichen Priorats.

Kirche St. Brictius in Anchenoncourt
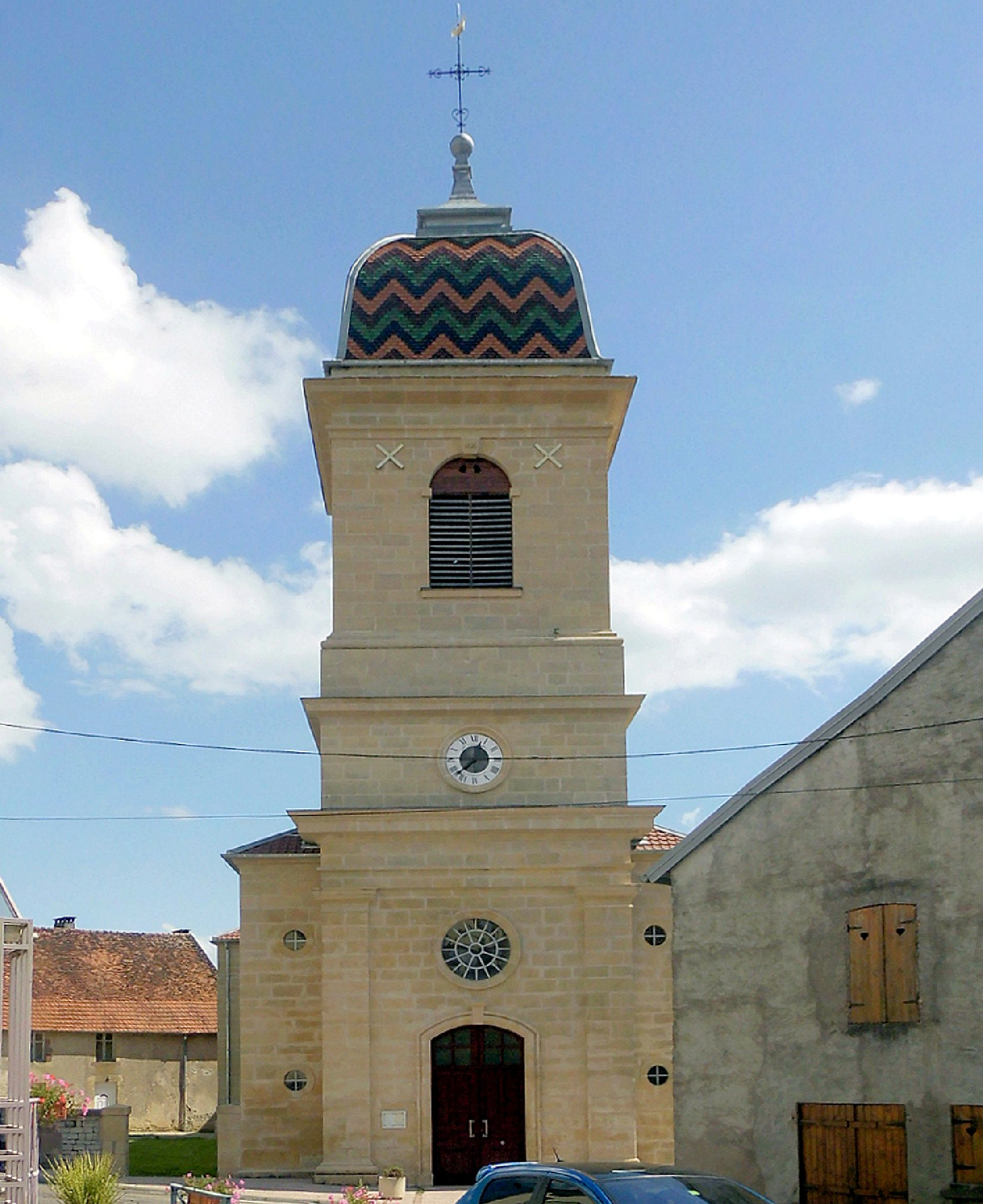
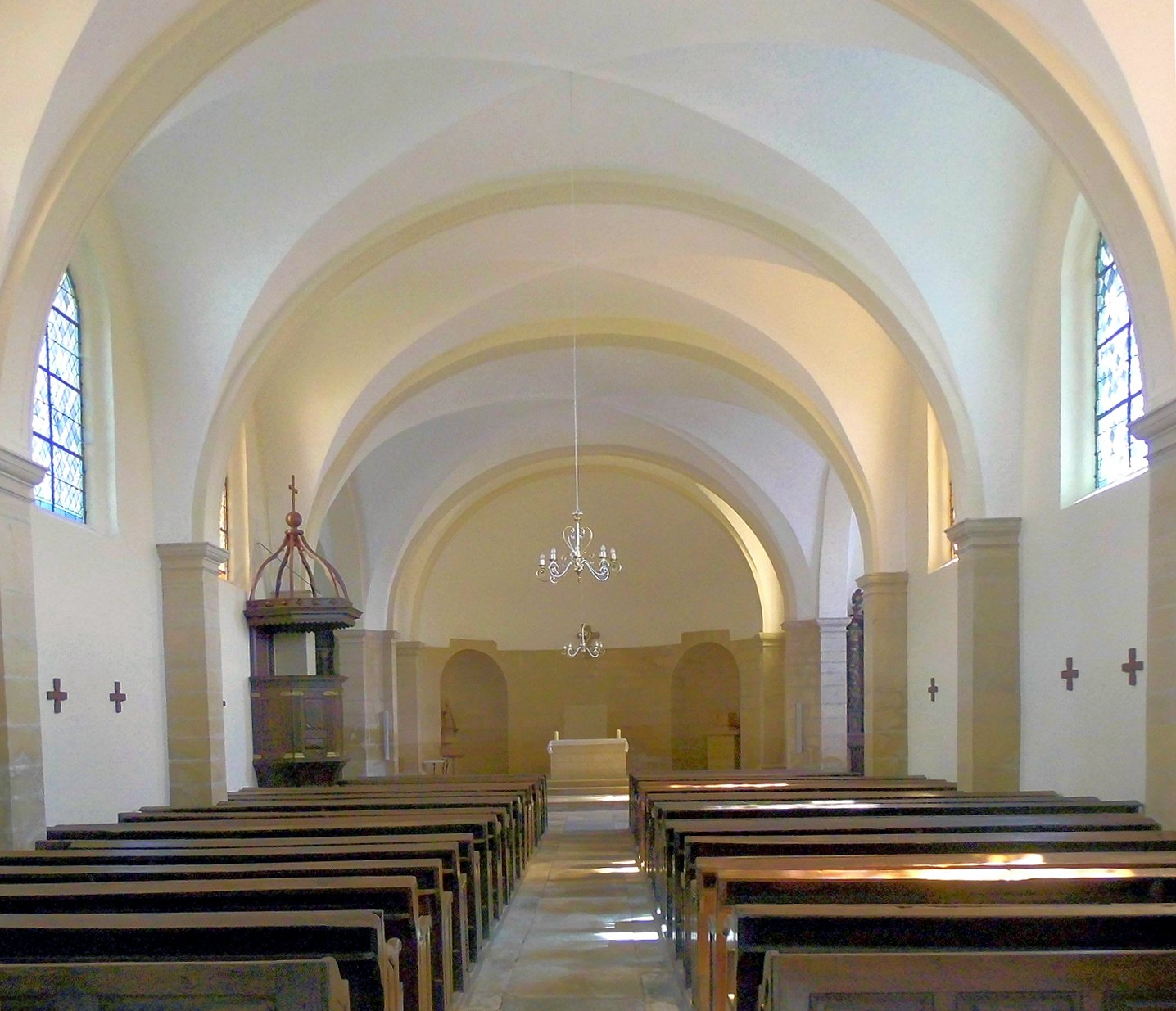

## Bevölkerung
| Jahr                       | 1962 | 1968 | 1975 | 1982 | 1990 | 1999 | 2006 | 2020 |
| Einwohner                  | 256  | 266  | 246  | 248  | 254  | 226  | 236  | 240  |
| Quellen: Cassini und INSEE |      |      |      |      |      |      |      |      |

Mit 229 Einwohnern (2022) gehört Anchenoncourt-et-Chazel zu den kleinen Gemeinden des Départements Haute-Saône. Nachdem die Einwohnerzahl in der ersten Hälfte des 20. Jahrhunderts deutlich abgenommen hatte (1881 wurden noch 692 Personen gezählt), wurden seit Beginn der 1960er Jahre nur noch geringe Schwankungen verzeichnet.

## Wirtschaft und Infrastruktur
Anchenoncourt-et-Chazel war bis weit ins 20. Jahrhundert hinein ein vorwiegend durch die Landwirtschaft (Ackerbau, Weinbau und Viehzucht) und die Forstwirtschaft geprägtes Dorf. Heute gibt es einige Betriebe des lokalen Kleingewerbes. In den letzten Jahrzehnten hat sich das Dorf zu einer Wohngemeinde gewandelt. Viele Erwerbstätige sind deshalb Wegpendler, die in den größeren Ortschaften der Umgebung ihrer Arbeit nachgehen.
Die Ortschaft liegt abseits der größeren Durchgangsachsen an einer Departementsstraße, die von Saint-Remy nach Melincourt führt. Weitere Straßenverbindungen bestehen mit Dampierre-lès-Conflans, Cubry-lès-Faverney und Polaincourt.